# Rosslyn, Gauteng

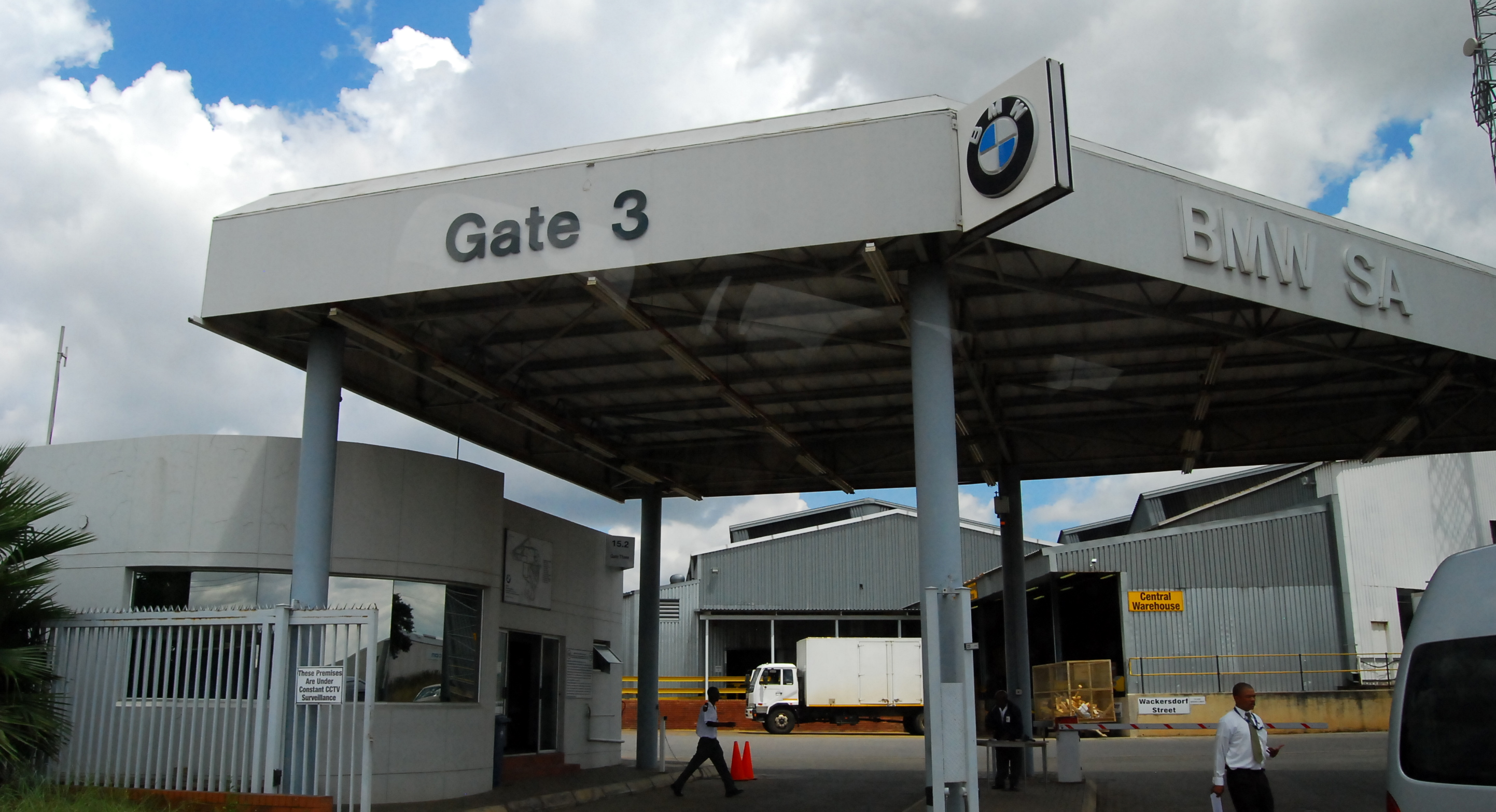
Infart till BMW-fabriken i Rosslyn.

Rosslyn är ett område i staden Akasia, som ligger nordväst om Pretoria, i provinsen Gauteng i nordöstra Sydafrika. Folkmängden uppgick till cirka 3 000 invånare vid folkräkningen 2011. Rosslyn är mest känd för sin BMW-fabrik som öppnades 1968, vilket var BMW:s första fabrik utanför Europa.